# Procambarus paeninsulanus
Procambarus paeninsulanus är en kräftdjursart som först beskrevs av Faxon 1914.  Procambarus paeninsulanus ingår i släktet Procambarus och familjen Cambaridae. IUCN kategoriserar arten globalt som livskraftig. Inga underarter finns listade i Catalogue of Life.